# Olethreutes vinculigera
Olethreutes vinculigera is een vlinder uit de familie bladrollers (Tortricidae). De wetenschappelijke naam voor deze soort is voor het eerst geldig gepubliceerd in 1939 door Meyrick.
De soort komt voor in tropisch Afrika.